# Manuel Decamps
Manuel Decamps (Puñal, 11 de septiembre de 1872-Bonao, 24 de julio de 1952) fue un político y guerrillero dominicano. 

## Orígenes
Su madre era una dominicana de la región del Cibao cuyos orígenes familiares se remontan a las Islas Canarias (España), y su padre un abogado francés, nieto del gran pintor Alexandre-Gabriel Decamps, contratado por el gobierno a propósito de uno de los incontables pleitos del Estado Dominicano con sus acreedores europeos. 

## Trayectoria
Desde temprana edad se enroló en actividades políticas, y en sus años de juventud participó en varias conspiraciones contra la dictadura de Ulises Heureaux.
Entre 1894 y 1895 ocupó la Gobernación de la provincia de La Vega como parte de un proyecto de acuerdo político con figuras de su partido que finalmente fracasó, y al año siguiente nuevamente se declaró en rebeldía contra la administración de Heureaux. La respuesta del gobierno fue declararlo "peligroso enemigo público", por lo cual fue objeto de una encarnizada persecución durante los siguientes tres años que lo obligó a vivir en la clandestinidad y el alcoholismo.
A la caída de Heureaux formó parte de un alzamiento que se produjo en el Cibao contra el gobierno de Alejandro Woss y Gil, siendo detenido y condenado a muerte por un tribunal militar. No obstante, la pena le fue conmutada, y permaneció en prisión sólo hasta la caída de Woss y Gil. 
A partir de ese momento, Decamps fue una figura de cierta preeminencia en la región de El Cibao, donde hizo fama de ser un hombre valiente y de tendencias liberales.
A principios del siglo XX, estrechó sus relaciones con el Partido de los Bolos, que dirigía el comerciante liberal Juan Isidro Jiménez Pereyra, y se constituyó en una importante figura de ese partido en su comarca y zonas aledañas.
Decamps, en realidad, fue un caudillo rural que formó parte del período histórico de la República Dominicana de las llamadas "revoluciones" (alzamientos constantes contra el régimen político imperante, sin importar su factura ideológica) en las primeras décadas del siglo XX, en las que se enfrentaron los seguidores de Jímenez Pereyra y Horacio Vásquez, este último líder del Partido de los Rabuses, y los de ellos con los prosélitos de otras denominaciones políticas.
Durante la intervención y ocupación militar de los Estados Unidos en la República Dominicana (1916-1924), fue de los primeros alzados en el Cibao, declarándose en rebeldía contra el régimen ocupacionista norteamericano y constituyendo un movimiento armado denominado "Dominicanos siempre". 
Fue encarcelado en variadas ocasiones (1892, 1898, 1904, 1908, 1912, 1925) por su activismo político-militar, y por lo menos en tres ocasiones declarado muerto en combate. No obstante, siempre se las arregló para escapar de la cárcel y sobrevivir entre la manigua y las serranías del Cibao. 
Decamps fue también el líder de un grupo armado denominado "Los machos", que operó a intervalos durante casi tres lustros en la región del Cibao, especialmente en las provincias de La Vega, Espaillat, Salcedo y Sánchez Ramírez.
Al producirse el Movimiento Cívico de febrero de 1930, que llevó al poder al licenciado Rafael Estrella Ureña con el apoyo del general Rafael L. Trujillo Molina, Decamps se sumó a los sublevados. A partir de 1936, decepcionado por el gobierno dictatorial de Trujillo y aquejado de serios quebrantos de salud, se retiró de toda actividad política y guerrillera.
Manuel Decamps murió en Bonao, actual provincia de Monseñor Nouel, República Dominicana, en el año de 1952.

## Matrimonio
Contrajo nupcias con la señorita Rita Fernández, miembro de una reconocida familia de políticos y militares de Puñal, Santiago. 

## Familia

### Descendientes
Junto a su esposa, la señora Rita Fernández de Decamps, tuvo ocho hijos:
- Bienvenido Decamps Fernández.
- Velásquez Decamps Fernández.
- Dilia Decamps Fernández.
- Pedro Decamps Fernández.
- Julia Decamps Fernández.
- Conchita Decamps Fernández.
- Ramón Decamps Fernández.
- Fermín Decamps Fernández, (1910 - 19 de enero de 1986), quien se casó en el 1935 con la señorita Ana Mercedes Rosario Rodríguez, (nacida el 20 de enero de 1965), con quien tuvo seis hijos.
  - Ramón Lorenzo Decamps Rosario.
  - Juana Decamps Rosario, quien se casó con el señor Manuel Peralta, con quien tuvo tres hijos.
  - José Decamps Rosario, (25 de agosto de 1949 - 21 de enero de 2021), quien se casó con la señorita Margarita Solano, con quien tuvo tres hijos.
  - Guadalupe Decamps Rosario.
  - Milagros Decamps Rosario .
  - Luis Rhadamés Decamps Rosario,(nacido el 15 de diciembre de 1959), quien se casó el 26 de diciembre de 1986 con la señorita María Cristina Blanco Mena, (nacida el 25 de julio de 1962), con quien tuvo tres hijos.
    - Luis Radhamés Decamps Blanco.
    - Laiz Cristina Decamps Blanco.
    - Scarlett María Decamps Blanco.

## Homenajes, reconocimientos y distinciones
En el año de 1940 fue declarado "Hijo Adoptivo" de Bonao por el Honorable Ayuntamiento de este municipio de la entonces provincia de La Vega. 